# Васильевский дворец в Вырице
Васи́льевский дворе́ц (называемый также Дом Васильева, Дача Васильева, Особняк братьев Васильевых) в посёлке Вырица, на левом берегу реки Оредеж (Ленинградская область) — представляет собой парафраз Екатерининского дворца в Пушкине.

## Назначение и описание
Особняк построен в 2005—2006 годах по проекту санкт-петербургского архитектора Игоря Николаевича Гремицкого (1939—2015) и рассчитан на представительские функции: приём высокопоставленных гостей.
Архитектор так обрисовал свою задачу:
Сложность была в том, чтобы создать в интерьере ощущение огромного объёма (изнутри больше, чем снаружи)… Кроме того, мы стремились к тому, чтобы в декоре не было повторов, чтобы шаг за шагом пространство открывалось зрителю неожиданно, насыщенно, ярко, по-новому, хотя ведущий стиль один — русское барокко.
В дворцовом комплексе имеется часовня, как и в Екатерининском дворце.
Особняк расположен на участке размерами 375×315 м, на котором разбит регулярный парк, содержащий фонтаны, мраморные скульптуры, летнюю беседку. Перед дворцом сооружена колонна со скульптурной композицией: ангел-хранитель поддерживает правой рукой последнего императора России, а левой осеняет Николая II крестом. Рядом со дворцом на лужайке устроена вертолётная площадка, стандартно маркированная буквой «H» («Helicopter»). Оконечности южной стороны участка частично скрыты ельником. В северной ограде имеются двое ворот, исполненных в стиле «Золотых ворот» Екатерининского дворца, одни — действующие, проездные, другие — не проездные и скорее декоративные.

## Собственник
По официальным документам данный земельный участок (кадастровый номер: 47:23:0604001:302) площадью 41 000 м². принадлежит Международной предпринимательской компании Литвина Лимитед и предназначен для размещения оздоровительного комплекса.
Неофициальным заказчиком проекта и владельцем дворца является санкт-петербургский бизнесмен Сергей Васильевич Васильев (род. 05.12.1955), совладелец ЗАО «Петербургский нефтяной терминал» (ПНТ), средний из трёх братьев Васильевых, уроженцев Вырицы, которые контролировали автомобильный рынок Санкт-Петербурга, начиная с 1990-х годов. Инициалы владельца — «СВВ» — красуются в картуше над парадным входом в особняк.
В Вырице братья Васильевы спонсировали реконструкцию церкви Казанской иконы Божией Матери и ряда других исторических памятников.

## Фото

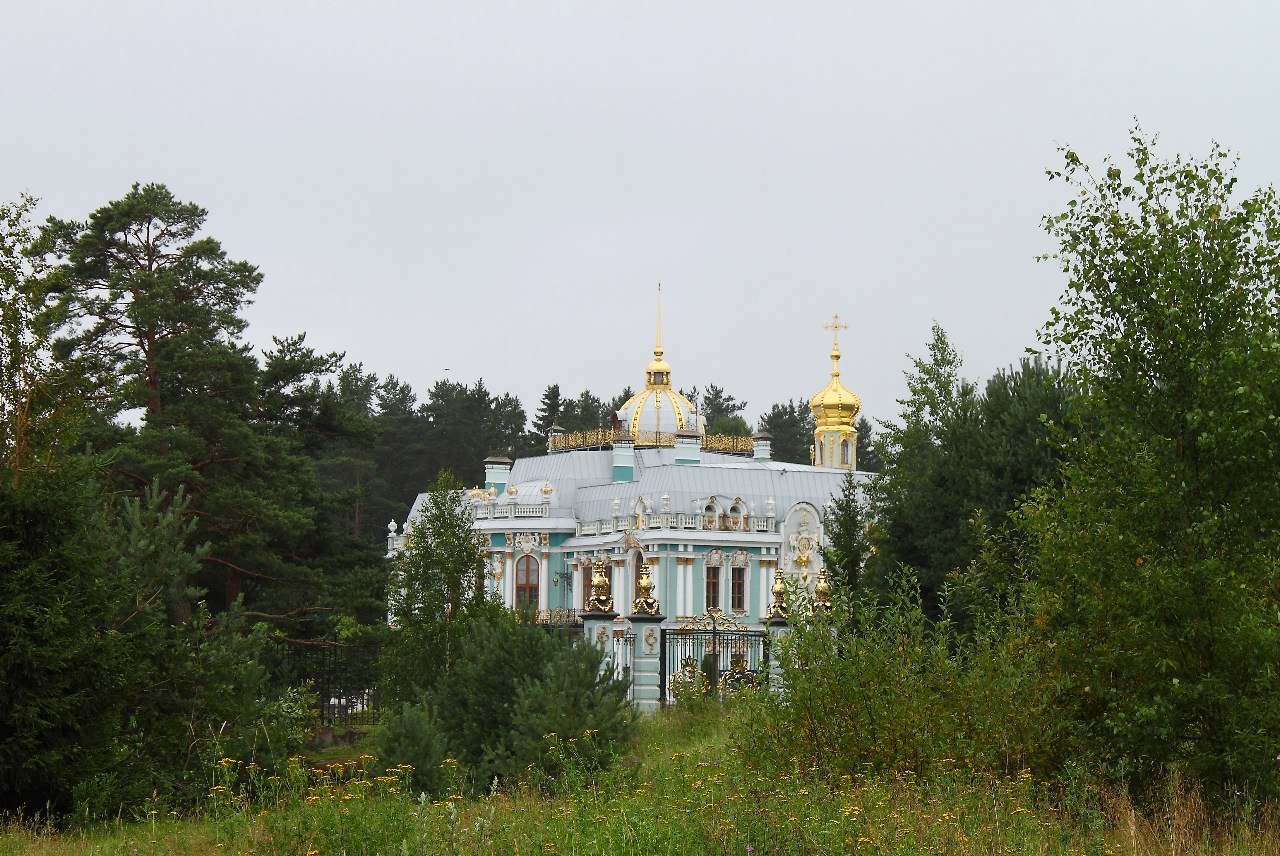
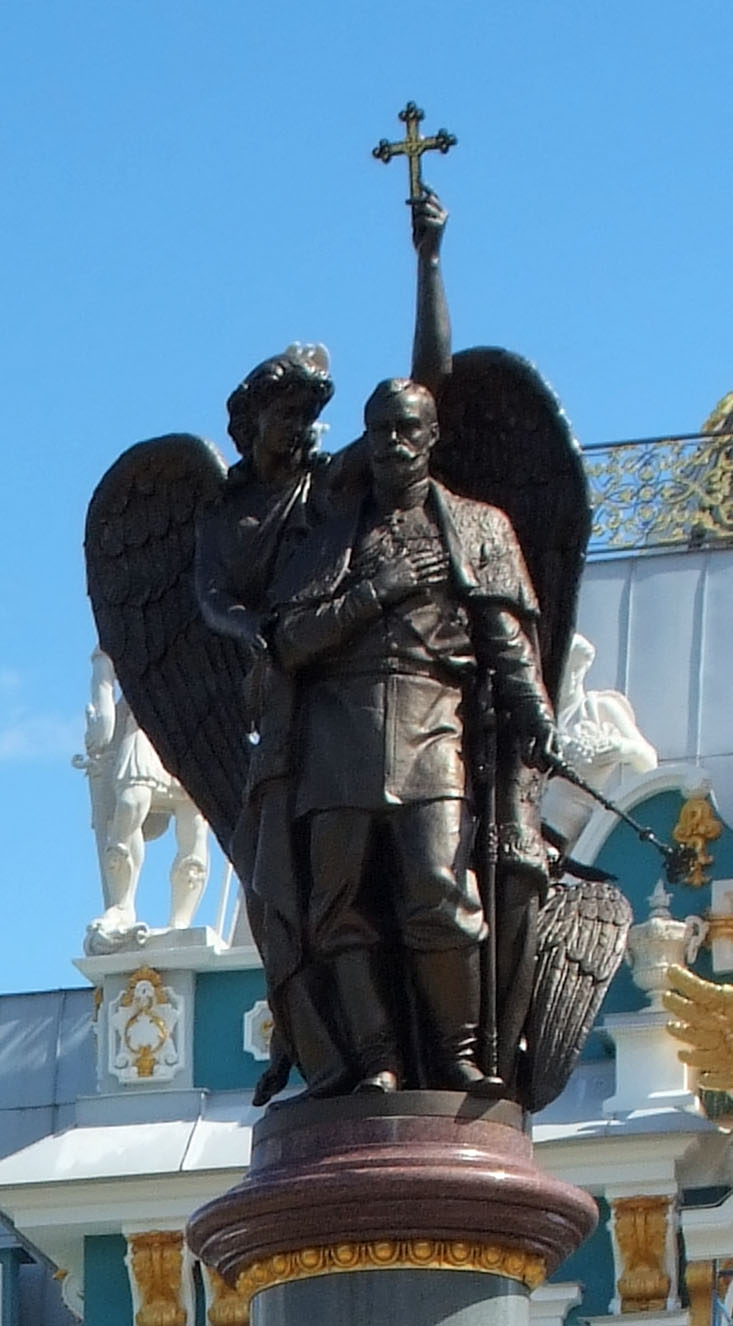
Памятник Николаю II перед дворцом.